# Lumpenus
Lumpenus – rodzaj morskich ryb okoniokształtnych z rodziny stychejkowatych (Stichaeidae).

## Zasięg występowania
Północny Pacyfik, Morze Beringa, północny i zachodni Atlantyk, Ocean Arktyczny, Bałtyk i Morze Północne.

## Klasyfikacja
Gatunki zaliczane do tego rodzaju:
- Lumpenus fabricii – taśmiak Fabrycjusza[3]
- Lumpenus lampretaeformis – taśmiak długi[4], taśmiak[3]
- Lumpenus sagitta

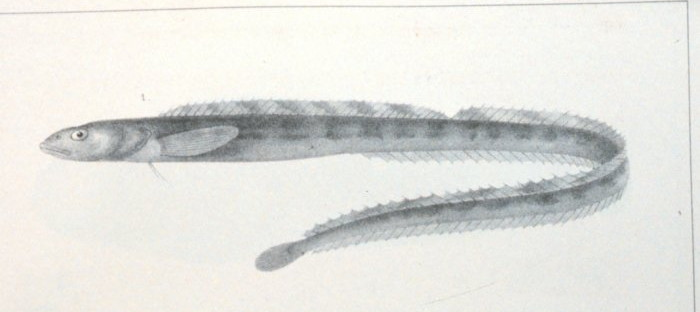
Lumpenus lampretaeformis